# Lucas Schickhardt (Goldschmied)
Lucas Schickhardt (* um 1. Juni 1585 in Herrenberg; † wohl vor 1613 in Mömpelgard) war ein württembergischer Goldschmied, Maler und Zeichner. Er war ein Sohn des Baumeisters Heinrich Schickhardt.

## Leben
Lucas Schickhardt war der älteste Sohn von Heinrich Schickhardt und seiner Frau Barbara geb. Gröninger. Als der Vater im Auftrag des Herzogs nach Mömpelgard ging (er wohnte dort offiziell seit Juni 1600), um dort mehrere Jahre zu verbringen, nahm er Lucas mit. Dort erlernte dieser den Beruf des Goldschmieds. Während der Lehre machte er einen hohen Becher mit dem Wappen seines Vaters, den dieser bis zu seinem Tod aufbewahrte und in seinem Inventarium auf Blatt 158 erwähnte.
Lucas war aber auch Zeichner. Sicher war es der Vater, der ihm diese Fähigkeit beibrachte. Es ist allerdings nur eine einzige, 1606 in Stuttgart gefertigte Zeichnung erhalten, die eine schreitende Artemis darstellt. Die als Erfindung bedeutende, aber in der Ausführung schwache Zeichnung ist eine genaue Kopie nach einem Kupferstich von Hendrick Goltzius und sie bietet einen Beweis, dass der „Spranger-Stil“ zu diesem Zeitpunkt in dem relativ resistenten Württemberg Aufnahme fand.

## Erhaltene Arbeit
- 6. August 1606 Artemis (Federzeichnung braun, grau laviert, stellenweise aquarelliert, 25,5 × 19,0 cm; Graphische Sammlung Stuttgart, Inv. 179)